# Federazione Internazionale Netball
La World Netball (precedentemente Federazione Internazionale Netball, in inglese International Netball Federation o INF) è l'organismo mondiale di governo dello sport del netball.
Costituitosi nel 1960, la sua sede è a Manchester, nel Regno Unito.
Nel giugno 2021 INF ha ufficializzato il cambio di nome in World Netball.